# Cao Zhen (generaal)
Cao Zhen (曹真，185 – 231) was een militaire generaal onder leiding van generaal Cao Cao en de heersers over Cao Wei tijdens het late Han-dynastie en vroege Drie Koninkrijken van China. Cao Zhen was ook een verre neef van Cao Cao, hoewel hij werd behandeld als een zoon. Cao Zhen nam mee aan vele veldtochten tegen het leger van Liu Bei en Sun Quan.
Cao Zhen stond bekend om zijn moed, bescheidenheid en vrijgevigheid. Zijn vader was Cao Shao en hij kreeg de twee zonen Cao Shuang en Cao Xi.